# Michael Sommer
Michael Sommer (Büderich, 17 januari 1952 – Berlijn, 30 juni 2025) was een Duits vakbondsbestuurder.

## Levensloop
Michael Summer werd op 17 januari 1952 geboren in Büderich nabij Meerbusch in de Duitse deelstaat Noordrijn-Westfalen. In 1971 werd hij lid van de Deutsche Postgewerkschaft (DPG) en startte hij zijn studies politieke wetenschappen aan de Freie Universität Berlin. Tussen 1977 en '79 ontving hij hiervoor een beurs van de Hans-Böckler-Stiftung. In die tijd was hij binnen de universiteit actief voor de SEW, de West-Berlijnse afdeling van de communistische partij van de DDR.
Na het behalen van zijn diploma ging hij, met de privatisering van de Deutsche Bundespost ('79) in het vooruitzicht, aan de slag bij de vakcentrale DPG. Zo is hij eerst een tijdlang docent in het opleidingscentrum van de DPG. In 1981 werd hij verkozen tot secretaris van de DPG-districtsraad van Bremen en een jaar later werd hij aangesteld tot hoofd van die dienst Pers & communicatie van de nationale raad van de DPG.
Vervolgens nam hij deel aan een drie maanden durend onderzoek in de Verenigde Staten, waarna hij tot departementsmanager werd aangesteld van de DPG-afdeling Bedrijfszaken en voorzitter werd van de raad van bestuur van deze vakbond. Vanaf 1997 werd hij verkozen tot vicevoorzitter van de DPG, een functie die hij ook zou uitvoeren bij de Vereinte Dienstleistungsgewerkschaft (ver.di), nadat de DPG op 18 maart 2001 hierin was opgegaan.
Op 28 mei 2002 werd hij verkozen tot algemeen voorzitter van de Deutsche Gewerkschaftsbund (DGB) en twee jaar later ook tot vicevoorzitter van het Internationaal Verbond van Vrije Vakverenigingen (IVVV). Toen deze organisatie in 2006 plaats ruimde voor het Internationaal Vakverbond (IVV), ging hij deze functie aldaar uitvoeren. Tijdens het tweede IVV-congres (25 juni 2010) werd hij verkozen tot voorzitter van deze internationale vakbondsfederatie.
Hij sprak zich als vakbondsvoorzitter uit voor een belastingsverhoging voor de allerrijksten, een herintroductie van de vermogensbelasting en eiste de invoering van een algemeen bindend minimumloon in Duitsland van ten minste 8,50 € per uur.
Sommer overleed op 30 juni 2025 op 73-jarige leeftijd.
Gerelateerde onderwerpen: Vakbond · Vakcentrale · Syndicalisme · Sociale zekerheid · Arbeid · Werkloosheid
- Bibliothèque nationale de France: cb16146809r (data)
- Gemeinsame Normdatei: 130533750
- International Standard Name Identifier: 0000 0001 0781 1883
- Library of Congress Control Number: n2010079323
- Nationale Bibliotheek van Israël: 987012466669305171
- Nationale en Universitaire bibliotheek Zagreb: 000641833
- Virtual International Authority File: 50336850
- WorldCat: E39PBJdWQct4kVmfWhppYFkVYP